# Studenzen
Studenzen est une ancienne commune autrichienne du district de Südoststeiermark en Styrie.